# پلاک وسایل نقلیه استان سمنان
کدهای استان سمنان ۸۶ و ۹۶ می‌باشد. در خودروهای عمومی، تاکسی‌ها و خودروهای دولتی‌، حروف برای کلیه‌ی شهرهای استان یکسان است. اما در خودروهای شخصی این حرف بستگی به شهری دارد که پلاک خودرو در آن ثبت شده است.

## ۸۶ مرکز استان (سمنان)
| ۸۶ | ۳۴۵ ۱۲ |

| حرف | شهرستان         | وضعیت شماره‌گذاری                                    |
| --- | --------------- | --------------------------------------------------- |
| الف | دولتی           | سرشماره ۱٧ در حال واگذاری                           |
| ب   | سمنان، سرخه (۱) | پایان شماره‌گذاری                                    |
| ت   | تاکسی‌           | سرشماره ۱۶ در حال واگذاری                           |
| ج   | سمنان، سرخه (۲) | پایان شماره‌گذاری                                    |
| د   | سمنان، سرخه (۳) | سرشماره ۶۷ در حال واگذاری                           |
| ژ   | جانبازانمعلولین | سرشماره ۱۱ در حال واگذاری سرشماره ۵۱ در حال واگذاری |
| س   | ذخیره           |                                                     |
| ص   | ذخیره           |                                                     |
| ط   | ذخیره           |                                                     |
| ع   | عمومی           | سرشماره ٤۵ در حال واگذاری                           |
| ق   | ذخیره           |                                                     |
| ک   | کشاورزی         | سرشماره ۲٦ در حال واگذاری                           |
| ل   | ذخیره           |                                                     |
| م   | ذخیره           |                                                     |
| ن   | ذخیره           |                                                     |
| و   | ذخیره           |                                                     |
| ه‍   | ذخیره           |                                                     |
| ی   | ذخیره           |                                                     |

## ۹۶ استان سمنان
| ۹۶ | ۳۴۵ ۱۲ |

| حرف | شهرستان            | وضعیت شماره‌گذاری          |
| --- | ------------------ | ------------------------- |
| ب   | دامغان (١)         | پایان شماره‌گذاری          |
| ج   | شاهرود، میامی (۱)  | پایان شماره‌گذاری          |
| د   | گرمسار، آرادان (١) | پایان شماره گذاری         |
| س   | مهدی شهر،          | سرشماره ۴۴ در حال واگذاری |
| ص   | شاهرود، میامی (۲)  | پایان شماره‌گذاری          |
| ط   | شاهرود، میامی (۳)  | پایان شماره گذاری         |
| ق   | گرمسار، آرادان (۲) | سرشماره ۱۴ در حال واگذاری |
| ل   | دامغان (۲)         | سرشماره ۱۲ در حال واگذاری |
| م   | شاهرود، میامی (۴)  | سرشماره ۱۱ در حال واگذاری |
| ن   | ذخیره              |                           |
| و   | ذخیره              |                           |
| ه‍   | ذخیره              |                           |
| ی   | ذخیره              |                           |

پلاک موتور: ۷۵۱، ۷۵۲، ۷۵۳، ۷۵۴